# Sułtanat Acehu
Sułtanat Acehu (aceh Keurajeuën Acèh Darussalam) – sułtanat założony w XV wieku na terenie dzisiejszej Indonezji, miejscowy ośrodek handlu oraz istotne miejsce rozkwitu islamu.
Od 1569 do 1903 był on objęty protektoratem Imperium Osmańskiego. W Istanbule istniała ambasada Acechu, a w stolicy Acechu istniała analogiczna placówka. Sułtanat rywalizował z rozrastającymi się potęgami kolonialnymi, m.in. Portugalią. Jego rozkwit przypadł na lata 1607–1636 (silna flota, handel pieprzem). Próba aneksji ze strony Holendrów w 1873 r. stała się początkiem długiej i krwawej wojny, trwającej do 1903 r. W 1949 r. został autonomiczną prowincją Indonezji, w 1950 r. teren włączono do prowincji Sumatra Północna; obecny status od 1956 r.